# 陈光 (1914年)
陈光（1914年11月—1986年12月20日），原名胡德辉，曾用名胡德瀚，江西瑞金人，中华人民共和国政治人物。

## 生平
1914年11月，陈光生于江西省瑞金县壬田区竹山下村一户贫苦农民家庭。1926年参加农民协会和农民赤卫军。1930年参加中国工农红军，并加入中国共产主义青年团。1931年加入中国共产党。参加了第一、第二、第五次反“围剿”斗争。长征途中，陈光任红五军团政治部科长、中共西康省丹坝县委副书记，1936年12月任陕甘宁省政府主席团巡视员。
抗日战争全面爆发后，陈光起初在延安任中央马列学院科长，不久到抗日前线任中共皖南特委委员兼泾县县委书记，协助新四军军部成立工业生产合作社。1940年，陈光任苏皖区党委丹北中心县委书记、苏北区党委委员兼京沪路北特委书记。1941年3月，丹北的地方武装组建为新四军第六师第十八旅第五十一团，陈光任该团政治委员。陈光初到丹北时，该地区还没有公开成立抗日民主政权。1941年4月，在陈光领导下，江南第四行政专署成立，在根据地遭敌分割的情况下重建县制。此后陈光又开展区乡政权改造，建起了中国共产党领导的抗日民族统一战线政权。
1941年11月，日伪军3000多人对丹北地区大扫荡。当时新四军主力转移至铁路以南，路北特委仅有主力第四团的第三营及少量地方武装。陈光率丹北抗日军民坚持了丹北抗日阵地，粉碎了日伪“清乡”，使丹北地区成为苏南、苏中、淮南三大抗日根据地的纽带。
1943年，陈光调任淮南区党委组织部长、淮南区津浦路东地委书记，并且兼任新四军二师四旅政治委员、淮南区津浦路东军分区政治委员。任内他领导各级中共党组织抓好党员干部培训，建立健全党内民主生活，使整风运动深入开展。他还和地委其他领导号召在路东开展生产运动、互助工作，取得了成功经验，对当时华中其他地区及对中华人民共和国成立后的互助合作运动都起了借鉴作用。
1945年，陈光返回苏南任新四军苏浙军区第一分区政委、苏南区党委副书记，任内为南下的新四军提供后勤保障，同军分区首长部署地方武装作战，调配干部接管新解放的地域及城镇。
第二次国共内战时期，历任中共中央华中分局二地委书记、扬州军管会主任等职。中华人民共和国成立后，历任中共江苏省委书记处书记、代理省委第一书记、省委常务书记等职。他是第一届、第二届全国人民代表大会代表。
文革期间，陈光蒙冤和受迫害八年。中共十一届三中全会后，陈光获得平反。1978年调任中华人民共和国民政部常务副部长、党组副书记。1983年6月，在全国政协六届一次会议上当选为政协常务委员。
1986年12月20日，陈光在南京病逝，享年72岁。1986年12月29日，陈光同志追悼会在南京举行，追悼会由民政部副部长张德江主持，中共江苏省委书记韩培信致悼词。